# Сентервил (Илиноис)
Сентервил (енгл. Centreville) град је у америчкој савезној држави Илиноис. По попису становништва из 2010. у њему је живело 5.309 становника.

## Демографија
Према попису становништва из 2010. у граду је живело 5.309 становника, што је 642 (10,8%) становника мање него 2000. године.
| Група             | 2000.         | 2010.         |
| Белци             | 199 (3,3%)    | 88 (1,7%)     |
| Афроамериканци    | 5.681 (95,5%) | 5.130 (96,6%) |
| Азијати           | 0 (0,0%)      | 9 (0,2%)      |
| Хиспаноамериканци | 34 (0,6%)     | 24 (0,5%)     |
| Укупно            | 5.951         | 5.309         |